# Bruce Kumar Frantzis

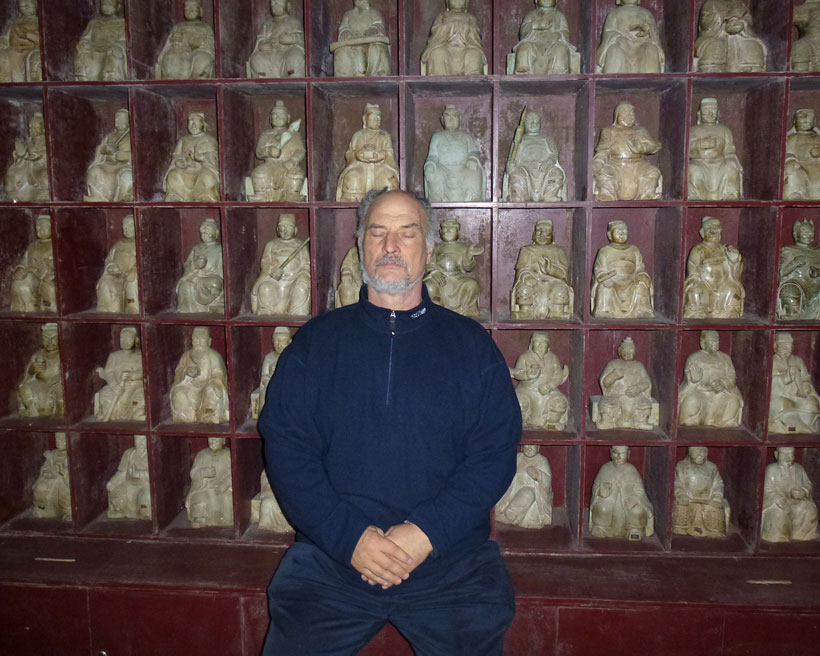
Bruce Kumar Frantzis

Bruce Kumar Frantzis (* April 1949, New York City) ist ein in den USA aber auch in Europa bekannter Taijiquan-Lehrer und Autor. Neben Taijiquan lehrt er auch andere innere Kampfkünste wie Xingyiquan oder Baguazhang.
Frantzis wuchs in Manhattan in New York City auf. Im Alter von zwölf Jahren kam er das erste Mal mit Kampfkunst in Kontakt. Er trainierte mit Begeisterung Judo, Karate, und Jiu Jitsu sowie Aikidō. Im Alter von 18 Jahren verließ er seine Eltern und zog nach Japan, um dort Aikidō und Karate zu trainieren.
Seine Reisen umfassten unter anderem eine zweijährige Reise nach Indien sowie in die Volksrepublik China in den späten siebziger Jahren. 

## Werke
Sein bekanntestes Werk ist wahrscheinlich „Opening the Energy Gates of your body“ (zu deutsch: Öffnen der Energietore des Körpers), in dem er die grundlegenden Übungen und Prinzipien des Taijiquan beschreibt. Es stellt eine Art Einsteigerwerk in das Taijiquan dar. Neben Übungen enthält es aber auch Kapitel über chinesische Heilkunst und die Theorie der Meridiane.
- The Power of Internal Martial Arts: Combat Secrets of Ba Gua, Tai Chi, and Hsing-I, ISBN 978-1-55643-253-8
- Relaxing Into Your Being, ISBN 978-1-55643-407-5
- Die Energie-Tore des Körpers öffnen. Der Weg zur Meisterschaft. Eine praktische Einweihung in das daoistische Qi-Gong, ISBN 978-3-89385-394-6
- Tai Chi: Health for Life: How and Why It Works for Health, Stress Relief and Longevity, ISBN 978-1-58394-144-7
- The Great Stillness: Body Awareness, Moving Meditation & Sexual Chi Gung, ISBN 978-1-55643-408-2
- Die Energietore des Körpers öffnen Chi Gung für lebenslange Gesundheit, ISBN 978-3-89385-516-2
- Die große Stille Die Wasser-Methode der taoistischen Meditation, ISBN 978-3-89385-546-9